# Конкурс трёхочковых бросков НБА
Конкурс трёхочковых бросков НБА (официальное название  Mountain Dew Three-Point Shootout по названию титульного спонсора конкурса) проводится ежегодно в рамках звёздного уикенда НБА. В этом соревновании участники пытаются за 60 секунд сделать как можно больше попаданий из 25 бросков из-за дуги с пяти точек с трёхочковой линии. На каждой точке располагается стойка с пятью мячами, попадание четырьмя из них оценивается в одно очко (стандартные оранжевые мячи Spalding), попадание последним, пятым оценивается в два очка (красный/белый/синий мяч; часто называемый «денежным мячом» (money ball)). Игроки начинают бросать с одного угла площадки и двигаются от стойки до стойки вдоль дуги, пока не достигают другого угла. Цель этого соревнования состоит в том, чтобы попасть как можно больше мячей и, соответственно, набрать как можно больше очков. Максимальное количество очков для данного конкурса — 30.
Конкурс проходит в несколько этапов. Всего участвуют 6 человек, 3 лучших выходят в финал. Во время Матча всех звёзд НБА 2013 были изменены правила. Если раньше просто тройка лучших выходила в финал, то сейчас «Восток» против «Запада». Другими словами — лучший от каждой конференции выходит в финал, где уже в противостоянии 1 на 1 определят лучшего.
Трёхкратным победителями конкурса являются Ларри Бёрд и Крейг Ходжес. Два раза конкурс выиграли: Джефф Хорнасек, Предраг Стоякович, Джейсон Капоно и Стефен Карри. В 2015 и в 2016 годах победу одержали представители одного клуба - Стефен Карри и Клей Томпсон (оба из «Голден Стэйт Уорриорз»), которых также называют "splash brothers".

## Победители конкурса трёхочковых бросков НБА
| Год  | Место проведения | Победитель            | Команда                   |
| ---- | ---------------- | --------------------- | ------------------------- |
| 1986 | Даллас           | Ларри Бёрд            | Бостон Селтикс            |
| 1987 | Сиэтл            | Ларри Бёрд (2)        | Бостон Селтикс (2)        |
| 1988 | Чикаго           | Ларри Бёрд (3)        | Бостон Селтикс (3)        |
| 1989 | Хьюстон          | Дейл Эллис            | Сиэтл Суперсоникс         |
| 1990 | Майами           | Крейг Ходжес          | Чикаго Буллз              |
| 1991 | Шарлотт          | Крейг Ходжес (2)      | Чикаго Буллз (2)          |
| 1992 | Орландо          | Крейг Ходжес (3)      | Чикаго Буллз (3)          |
| 1993 | Солт-Лейк-Сити   | Марк Прайс            | Кливленд Кавальерс        |
| 1994 | Миннеаполис      | Марк Прайс (2)        | Кливленд Кавальерс (2)    |
| 1995 | Финикс           | Глен Райс             | Майами Хит                |
| 1996 | Сан-Антонио      | Тим Леглер            | Вашингтон Уизардс         |
| 1997 | Кливленд         | Стив Керр             | Чикаго Буллз (4)          |
| 1998 | Нью-Йорк         | Джефф Хорнасек        | Юта Джаз                  |
| 1999 | Филадельфия      | Не проводился         | —                         |
| 2000 | Окленд           | Джефф Хорнасек (2)    | Юта Джаз (2)              |
| 2001 | Вашингтон        | Рэй Аллен             | Милуоки Бакс              |
| 2002 | Филадельфия      | Предраг Стоякович     | Сакраменто Кингз          |
| 2003 | Атланта          | Предраг Стоякович (2) | Сакраменто Кингз (2)      |
| 2004 | Лос-Анджелес     | Вошон Ленард          | Денвер Наггетс            |
| 2005 | Денвер           | Квентин Ричардсон     | Финикс Санз               |
| 2006 | Хьюстон          | Дирк Новицки          | Даллас Маверикс           |
| 2007 | Лас Вегас        | Джейсон Капоно        | Майами Хит (2)            |
| 2008 | Новый Орлеан     | Джейсон Капоно (2)    | Торонто Рэпторс           |
| 2009 | Финикс           | Декуан Кук            | Майами Хит (3)            |
| 2010 | Даллас           | Пол Пирс              | Бостон Селтикс (4)        |
| 2011 | Лос-Анджелес     | Джеймс Джонс          | Майами Хит (4)            |
| 2012 | Орландо          | Кевин Лав             | Миннесота Тимбервулвз     |
| 2013 | Хьюстон          | Кайри Ирвинг          | Кливленд Кавальерс (3)    |
| 2014 | Новый Орлеан     | Марко Белинелли       | Сан-Антонио Спёрс         |
| 2015 | Нью-Йорк         | Стефен Карри          | Голден Стэйт Уорриорз     |
| 2016 | Торонто          | Клей Томпсон          | Голден Стэйт Уорриорз (2) |
| 2017 | Новый Орлеан     | Эрик Гордон           | Хьюстон Рокетс            |
| 2018 | Лос-Анджелес     | Девин Букер           | Финикс Санз (2)           |
| 2019 | Шарлотт          | Джо Харрис            | Бруклин Нетс              |
| 2020 | Чикаго           | Бадди Хилд            | Сакраменто Кингз          |
| 2021 | Атланта          | Стефен Карри (2)      | Голден Стэйт Уорриорз (3) |
| 2022 | Кливленд         | Карл-Энтони Таунс     | Миннесота Тимбервулвз (2) |
| 2023 | Солт-Лейк-Сити   | Дамиан Лиллард        | Портленд Трэйл Блэйзерс   |

## Рекорды конкурса
| Игрок          | Очки     | Год  |
| -------------- | -------- | ---- |
| Стефен Карри   | 31 очко  | 2021 |
| Крейг Ходжес   | 25 очков | 1986 |
| Джейсон Капоно | 25 очков | 2008 |
| Крейг Ходжес   | 24 очка  | 1991 |
| Марк Прайс     | 24 очка  | 1994 |
| Хуберт Дэвис   | 24 очка  | 1998 |
| Джейсон Капоно | 24 очка  | 2007 |
| Стефен Карри   | 23 очка  | 2015 |
| Источник:      |          |      |

| Игрок             | Очки     | Год  |
| ----------------- | -------- | ---- |
| Карл-Энтони Таунс | 29 очков | 2022 |
| Стефен Карри      | 28 очков | 2021 |
| Девин Букер       | 28 очков | 2018 |
| Клей Томпсон      | 27 очков | 2016 |
| Стефен Карри      | 27 очков | 2015 |
| Джейсон Капоно    | 25 очков | 2008 |
| Марк Прайс        | 24 очка  | 1994 |
| Джейсон Капоно    | 24 очка  | 2007 |
| Кайри Ирвинг      | 23 очка  | 2013 |
| Ларри Бёрд        | 22 очка  | 1986 |
| Предраг Стоякович | 22 очка  | 2004 |
| Стив Керр         | 22 очка  | 1997 |
| Тим Леглер        | 20 очков | 1996 |
| Пол Пирс          | 20 очков | 2010 |
| Джеймс Джонс      | 20 очков | 2011 |
| Источник:         |          |      |

| Игрок          | Броски     | Год  |
| -------------- | ---------- | ---- |
| Крейг Ходжес   | 19 бросков | 1991 |
| Стефен Карри   | 13 бросков | 2015 |
| Джо Харрис     | 12 бросков | 2019 |
| Ларри Бёрд     | 11 бросков | 1986 |
| Хуберт Дэвис   | 11 бросков | 1996 |
| Кайри Ирвинг   | 10 бросков | 2013 |
| Джейсон Капоно | 10 бросков | 2008 |
| Рэй Аллен      | 10 бросков | 2011 |
| Деннис Скотт   | 9 бросков  | 1991 |
| Марк Прайс     | 9 бросков  | 1994 |
| Стив Керр      | 9 бросков  | 1997 |
| Источник:      |            |      |